# Westdeutscher Rundfunk Köln

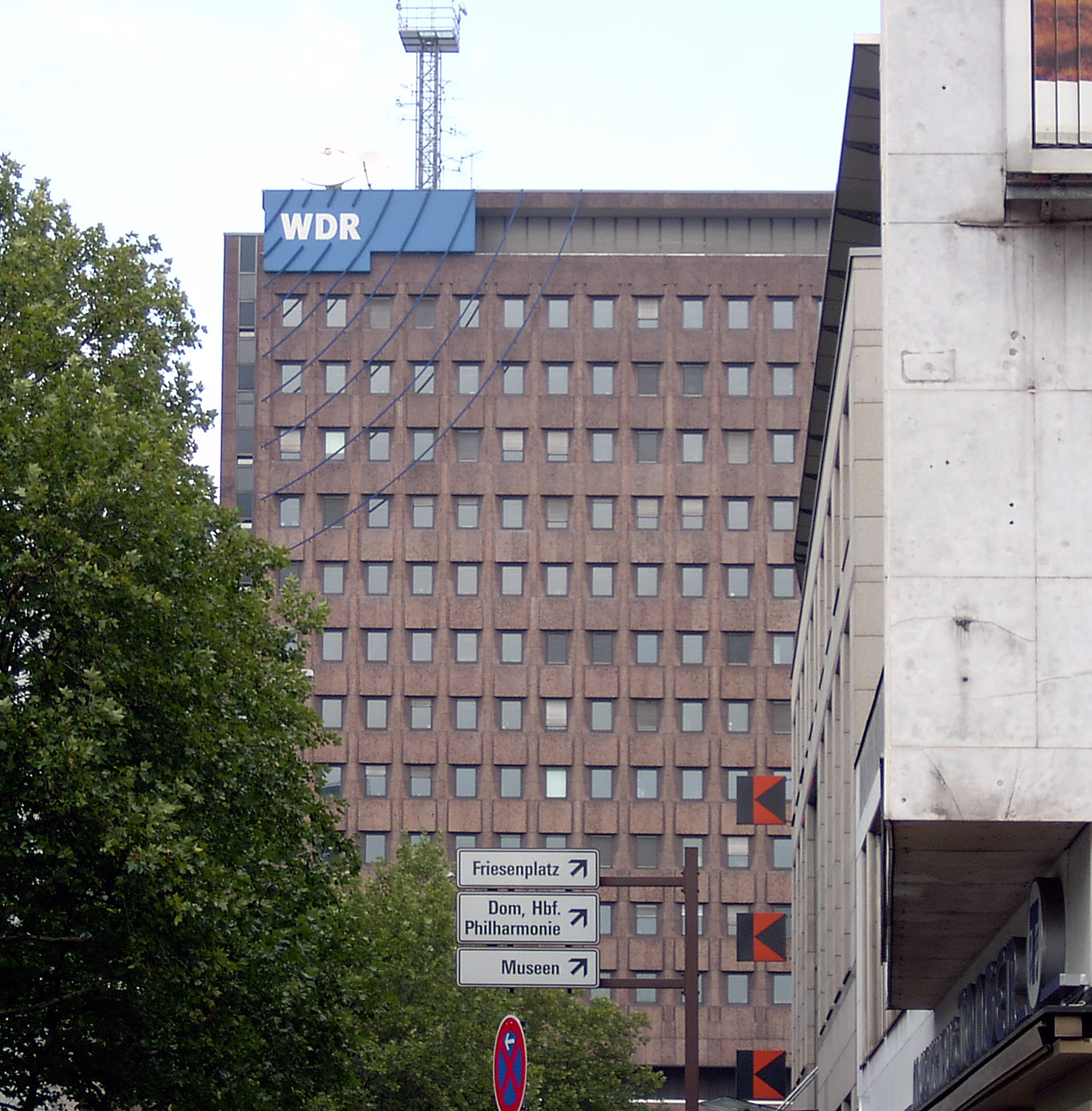
Le bâtiment du siège social de la WDR à Cologne

La Westdeutscher Rundfunk Köln (WDR ; litt. « Radiodiffusion ouest-allemande Cologne ») est un organisme de droit public basé à Cologne et membre de l'ARD.
Il s'agit du service public audiovisuel pour l'État de la Rhénanie-du-Nord-Westphalie.

## Histoire
Les origines de la WDR remonte à 1924 avec la création de la « Westdeutsche Funkstunde AG » (WEFAG) qui deviendra ensuite 1926 la « Westdeutsche Rundfunk AG » (WERAG).
Ce sera en 1956, que la WDR est créée à la suite de la scission de la NWDR en deux stations distincts.

## Identité visuelle

### Logos

Logo de la WDR de 1970 à 1994
Logo de la WDR de 1994 à 2012
Logo de la WDR depuis 2012

## Services

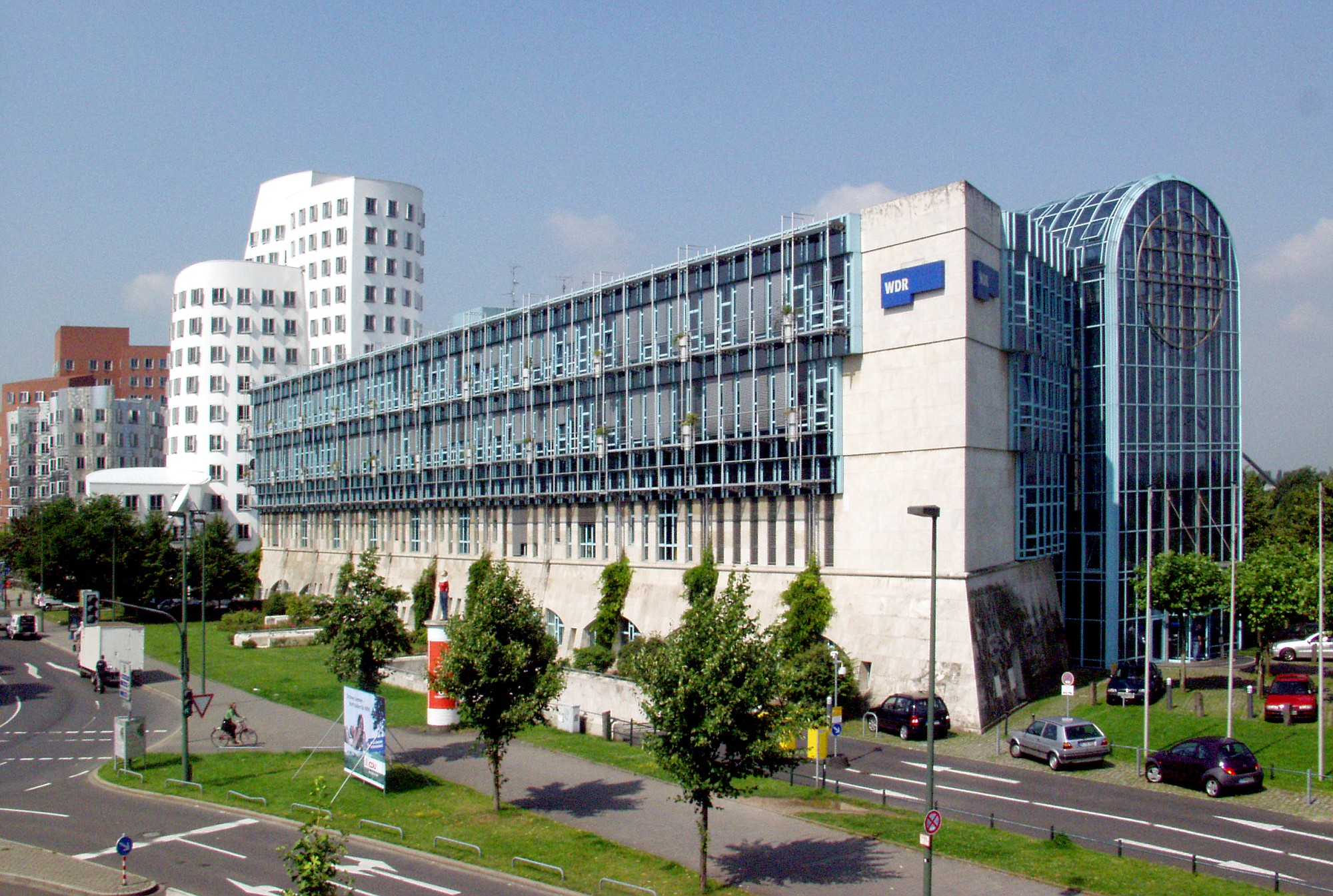
Les studios de radiodiffusion WDR à Düsseldorf.

### Télévision
- WDR Fernsehen : chaine de télévision généraliste régionale diffusant notamment des émissions d'information (journaux, magazines, débats, documentaires) et de divertissement d'intérêt régional mais aussi de la fiction.

### Radio
- 1 Live : station musicale destinée en priorité aux auditeurs âgés de 14 à 39 ans.
- WDR 2 : cette station se définit comme une radio d'informations. Toutefois il ne s'agit pas d'une radio d'information en continu mais d'une radio avant tout musicale diffusant une quantité importante d'information. Son programme musical, destiné à des auditeurs âgés de 30 à 59 ans, est constitué majoritairement de musique pop et pop/rock des années 1980 à aujourd'hui. WDR 2 diffuse un bulletin d'information d'environ quatre minutes toutes les heures ainsi qu'un rappel des titres suivi d'informations locales à la demie de chaque heure en journée. Au-delà de ces rendez-vous, des reportages ou interviews de quelques minutes sont diffusés plusieurs fois par heure. WDR 2 retransmet partiellement des événements sportifs comme le football. Enfin, WDR 2 est la station de référence pour les informations routières : ses bulletins diffusés toutes les 30 minutes et à tout moment si nécessaire sont les plus exhaustifs de la WDR.
- WDR 3 : station culturelle diffusant avant tout de la musique classique mais aussi des émissions culturelles et d'information approfondies.
- WDR 4 : station musicale destinée en priorité aux auditeurs âgés de plus de 50 ans diffusant principalement de la variété allemande et des succès anglo-saxons des années 1960 et 1970 (oldies, « vieux succès »). On y trouve aussi d'autres styles de musique comme l'opérette ou la musique instrumentale. La station diffuse des informations toutes les heures ainsi que diverses rubriques d'information ou de service tout au long de la journée.
- WDR 5 : station culturelle et d'information diffusant des émissions sur le savoir et la connaissance, la culture et l'actualité. Elle est constituée sur le modèle de BBC Radio 4. Elle diffuse une grande variété d'émissions parlées et peu de musique.
- COSMO : station réalisée en coopération avec Radio Bremen et RBB diffusant des musiques du monde et des programmes d'information en diverses langues s'adressant notamment aux populations d'origine étrangère.
- WDR Kiraka : station pour enfants
- WDR Event : station d'évènements
- WDR Vera : radio d’informations de la circulation

## Organisation

### Directeurs généraux
- 1947 – 1961 : Hanns Hartmann (de), directeur de la NWDR (puis à partir de 1956 de la WDR)
- 1961 – 1976 : Klaus von Bismarck (de)
- 1976 – 1985 : Friedrich-Wilhelm von Sell (de)
- 1985 – 1995 : Friedrich Nowottny (de)
- 1995 – 2007 : Fritz Pleitgen (de)
- 2007 – 2013 : Monika Piel (de) (a démissionné prématurément à compter du 30 avril 2013)
- 2013 -  : Tom Buhrow (en)

### Directeurs de la télévision
- 1960 – 1969 : Hans Joachim Lange
- 1969 – 1971 : Peter Scholl-Latour
- 1964 – 1977 : Werner Höfer (de)
- 1977 – 1985 : Werner Hübner (de)
- 1985 – 1992 : Günter Struve (de)
- 1992 – 2002 : Jörn Klamroth (de)
- 2002 – 2007 : Ulrich Deppendorf (de)
- 2007 – 2014 : Verena Kulenkampff
- 2014 - : Jörg Schönenborn

### Directeurs des radios
- 1960 – 1974 : Fritz Brühl
- 1974 – 1993 : Manfred Jenke (de)
- 1994 – 1995 : Fritz Pleitgen (de)
- 1995 – 1998 : Thomas Roth
- 1998 – 2007 : Monika Piel (de)
- 2007 – 2014 : Wolfgang Schmitz (de)
- 2014 - : Valérie Weber